# Łoniewo (województwo mazowieckie)
Łoniewo – wieś sołecka w Polsce położona w województwie mazowieckim, w powiecie płockim, w gminie Radzanowo. Leży nad Mołtawą dopływem Wisły.
| SIMC    | Nazwa | Rodzaj                          |
| ------- | ----- | ------------------------------- |
| 0573701 | Kresy | część wsi (zniesiona w 2023 r.) |

Prywatna wieś szlachecka Łuniewo, położona była w drugiej połowie XVI wieku w powiecie płockim województwa płockiego. W latach 1975–1998 miejscowość administracyjnie należała do województwa płockiego.